# نوش روسی
میکروبیوتا دیکاستا (نام علمی: Microbiota decussata) نام یک گونه از تیره دارتالابیان است.